# Valdís
Valdís  è un nome proprio di persona islandese femminile.

## Origine e diffusione
Ricalca il nome norreno Valdís, composto dai termini valr ("i morti") e dís ("signora", "dea"). Sul primo elemento si basa anche il nome Valchiria, mentre il secondo si ritrova anche nei nomi Ásdís, Vigdís e Hjördís.
Non va confuso con Valdis, che è un ipocoristico lettone del nome Valdemaro.

## Onomastico
Il nome è adespota, cioè non è portato da alcuna santa. Si può festeggiarne l'onomastico il 1º novembre, giorno di Ognissanti.

## Persone
- Valdís Óskarsdóttir, montatrice islandese